# أبوسوم أصفر الجانب
أبوسوم أصفر الجانب (الاسم العلمي: Monodelphis dimidiata)، هو نوع من الأبوسوم يتواجد في الأرجنتين والبرازيل وأوروغواي.